# Colline fortifiée d'Unikko
La colline fortifiée Unikko (finnois : Unikkolinna) ou colline fortifiée d'Unikko (finnois : Unikonlinna) est une colline fortifiée située dans le village de Rehakka à Janakkala en Finlande,.

## Présentation
La colline forestière mesure de 100 mètres de long, 50 mètres de large et environ 20 mètres de hauteur.
La colline est de forme ovale et est orientée nord-ouest-sud-est.
Sur ses pentes se trouvent deux vestiges de remparts construits par l'homme, selon les géologues.
Sur le versant nord-ouest, il y a un vestige d'un rempart d'environ 20 m de long, 1,0–1,5 m de large et 0,5–0,7 m de haut.
Le deuxième rempart est situé à l'extrémité sud-est de la colline et mesure 21 mètres de long.
La colline Unikonlinna a probablement été un refuge en cas d'attaque, pendant la période du paganisme, comme la centaine d'anciennes collines fortifiées de Finlande.
Unikonlinna date de l'âge du fer, environ 800 av. J.-C..